# Matthias Sundevall
Matthias Sundevall, död 9 juli 1763 i Vadstena, död 9 november 1847 i Skänninge, var en svensk präst och riksdagsman.

## Biografi
Matthias Sundevall föddes 9 juli 1763 i Vadstena. Han var son till borgmästaren Isak Sundewall och Hedvig Ekman. Sundevall blev 1780 student vid Uppsala universitet och filosofie magister 1788. Han blev 1789 handsekreterare hos hertig Karl av Södermanland och deltog i den egenskapen på sjökriget 1789 och 1790 på chefsfartyget Konung Gustaf III (1777). 1790 och 1791 gjorde Sundevall en resa till Tyskland. Han blev 25 maj 1791 lektor i Linköping och prästvigdes 14 juli 1792. Den 12 november 1794 blev han kyrkoherde i Asby församling och tillträdde 1796. Han  blev prost 12 augusti 1795 och var mellan 4 april 1798 och 1809 kontraktsprost i Ydre kontrakt. Den 12 december 1802 fick han professors namn, heder och värdighet. Sundvall blev 20 december 1807 kyrkoherde i Skänninge församling och tillträdde 1809. Han blev 1811 vice kontraktsprost i Göstrings kontrakt och ordinarie 30 mars 1822. Sundevall avled 9 november 1847 i Skänninge.
Sundevall var riksdagsman vid riksdagarna 1800 och 1812. Han var statsrevisor 1819 och höll tal på stiftets bibelsällskaps fjärde högtidsdag 1822. Sundevall var på förslag till biskop för Linköpings stift år 1805 och 1819. han blev 1816 riddare (LNO) av Nordstjärneorden. År 1839 blev han jubelmagister.

### Familj
Sundevall gifte sig 13 oktober 1795 med grevinnan Charlotta Eleonora Wrangel af Sauss (1772–1848), dotter till översten greve Johan Reinhold Wrangel af Sauss och friherrinnan Charlotta Wachtmeister af Björkö. De fick tillsammans barnen Karl Otto Sundevall (1797–1798), majoren Reinhold Isak Sundevall (1799–1839), överstelöjtnanten Henrik Sundevall (1801–1876) och Sofia Lovisa Sundevall (1806–1891) som var gift med kapten Johan Gustaf Jungqvist.